# Brda (Budva)
Pour les articles homonymes, voir Brda.
Brda (en serbe cyrillique : Брда) est un village du sud du Monténégro, dans la municipalité de Budva. Au rencensement de 2003, il ne comptait plus aucun habitant.

## Démographie

### Évolution historique de la population
| 1948 | 1953 | 1961 | 1971 | 1981 | 1991 | 2003 |
| ---- | ---- | ---- | ---- | ---- | ---- | ---- |
| 28   | 33   | 39   | 21   | 0    | 0    | 0    |